# أرميا لودوا
أرميا لودوا، [ˈarmja luˈdɔva] ؛ اللغة الإنجليزية: جيش الشعب ) كانت قوة حزبية شيوعية أنشأها حزب العمال البولندي الشيوعي ( PPR ) خلال الحرب العالمية الثانية. تم إنشاؤها بأمر من المجلس الوطني البولندي في 1 يناير 1944. كانت أهدافها هي محاربة الألمان النازيين في بولندا المحتلة ودعم الجيش السوفيتي ضد القوات الألمانية والمساعدة في إنشاء حكومة شيوعية موالية للاتحاد السوفيتي في بولندا.
جنبا إلى جنب مع القوات المسلحة الوطنية، كانت واحدة من منظمات المقاومة العسكرية التي رفضت الانضمام إلى هياكل الدولة السرية البولندية أو ذراعها العسكرية، الجيش المحلي. كان جيش الشعب أصغر بكثير من الجيش المحلي، لكن الدعاية في بولندا الشيوعية تبنت الأسطورة القائلة بأن العكس هو الصحيح.
بسبب ارتباطهم الوثيق بالاتحاد السوفيتي، الذي سيطر بحكم الأمر الواقع على أرميا لودوا وأسلافها، يمكن اعتبار أرميا لودوا جزءًا من المقاومة البولندية وكذلك حركة المقاومة السوفيتية.